# 행복한 인질
《행복한 인질》(영어: Ruthless People) 혹은 골치 아픈 여자는 1986년에 개봉한 미국의 블랙 코미디 영화이다. ZAZ 사단으로 알려진 데이비드 주커, 짐 에이브럼스, 제리 주커가 감독했다. 전 상사의 아내를 납치해 몸값을 받아내려는 부부와 아내가 살해되길 원하는 상사에 관한 이야기이다.

## 출연진
- 대니 더비토 - 샘 스톤 역
- 벳 미들러 - 바버라 스톤 역
- 저지 라인홀드 - 켄 케슬러 역
- 헬렌 슬레이터 - 샌디 케슬러 역
- 어니타 모리스 - 캐럴 도즈워스 역
- 빌 풀먼 - 얼 모트 역
- 윌리엄 G. 실링 - 헨리 벤턴 서장 역
- 아트 에번스 - 프랭크 벤더 경위 역
- 클래런스 펠더 - 월터스 경위 역
- J. E. 프리먼 - 침실 살인범 역
- 게리 라일리 - 헤비메탈 소년 역

## 우리말 녹음
KBS 성우진
- 유해무 - 샘(대니 더비토)
- 이경자 - 바버라(벳 미들러)
- 장세준 - 켄(저지 라인홀드)
- 정경애 - 샌디(헬렌 슬레이터)
- 송연희 - 캐럴(어니타 모리스)
- 김세한 - 얼 모트(빌 풀먼)
- 온영삼 - 프랭크(아트 에번스) / 살인범(J. E. 프리먼)
- 나수란 - 방송 앵커(미에 헌트) / 판사(샬럿 주커)
- 이종구 - 서장(윌리엄 G. 실링)
- 이봉준 - 월터스(클래런스 펠더)
- 신흥철 - 가게 손님(존 커틀러)
- 강구한 - 검시관(헨리 노구치) / 방송 앵커(론 탱크)
- 김영민 - 경찰(짐 도핸)
- 김익태 - 기사(J. P. 범스테드)
- 김정주 - 차 안의 여자(지닌 비지그나노)  / 에어로빅 강사(베스 R. 존슨)
- 김민석 - 경찰(크리스토퍼 J. 킨) / 가게 손님(게리 라일리)
- 문일옥 - 가게 손님(수전 마리 스나이더) / 에어로빅 강사(하늘라 서갈)